# Educ.ar
EDUCAR es una empresa estatal responsable por el portal educativo oficial en internet de la Secretaria de Educación de la República Argentina. Ejecuta políticas definidas por la Secretaría de Educación en materia de integración de las tecnologías de la información y la comunicación en el sistema educativo. EDUC.AR fue creada, en parte, gracias al mecenazgo de la Fundación Varsavsky, la cual realizó una donación al Estado argentino con ese objeto en mayo del año 2000.
Luego de unos años de aparente quietud, el proyecto fue relanzado en julio de 2003 bajo la presidencia de Néstor Kirchner y, luego de una profunda reorganización interna, se definió su tarea, la que consiste fundamentalmente en auxiliar a docentes y directivos de instituciones educativas en la incorporación de las TIC en la práctica docente.

## Historia
EDUC.AR fue creada, en parte, gracias al mecenazgo de la Fundación Varsavsky, la cual realizó una donación al Estado argentino de más de 11 millones de dólares con ese objeto, en mayo del año 2000. El portal fue puesto en línea el 18 de septiembre de ese mismo año, siendo el primer portal educativo ministerial de la región. Su objetivo fundacional, sostenido en el tiempo, fue mejorar los modos de enseñar y de aprender a partir de la incorporación de TIC. 
El portal nace con tres líneas de trabajo fundamentales,  el desarrollo de contenidos educativos, el desarrollo de un plan de capacitación docente y otro de conectividad en las escuelas. Sin embargo el desarrollo del proyecto fue puesto en entredicho en el medio de la Crisis del 2001, y la situación económica en la que quedó el portal luego de que el Estado Nacional invirtiera gran parte de los fondos de la donación que lo creó en bonos de deuda argentina, que luego serían objeto de default.
Con la llegada de una nueva administración al Ministerio de Educación de la República Argentina en el año 2003, encabezada por Daniel Filmus, la misión del portal fue redefinida. La conducción del portal fue tomada por Alejandro Piscitelli, y con ello el portal quedó a cargo de ejecutar las políticas definidas por el Ministerio en materia de integración de TIC al sistema educativo. Esto fue luego reafirmado en la Ley de Educación Nacional, promulgada en el año 2006.
A partir del año 2008, el portal EDUC.AR fue encargado por el Ministerio de Educación del desarrollo de pilotos del modelo 1 a 1 que luego darían paso al programa Conectar Igualdad, para el cual produjo más de 20 mil objetos de aprendizaje digitales para docentes y alumnos.
Durante la presidencia de Alberto Fernández, los ejes de EDUC.AR se enfocaron en potenciar la alfabetización digital a través de la conexión a Internet de las escuelas; la entrega de dispositivos y herramientas digitales; el desarrollo de software y de plataformas de capacitación virtual; y la creación de espacios de innovación tecnológica. El portal cambió su denominación por Seguimos educando en el contexto de la cuarentena en Argentina de 2020 declarada por la pandemia de COVID-19.
En diciembre de 2023, asumió Javier Milei, quien a través de un decreto de necesidad y urgencia dispuso la derogación del régimen de sociedad del Estado y la transformación de todas las empresas del Estado a sociedad anónima, incluida EDUC.AR para su posterior privatización. La definición se trasladó al Congreso de la Nación bajo la denominada Ley de Bases y Puntos de Partida para la Libertad.
El portal web de EDUC.AR dejó de funcionar por tareas de mantenimiento desde su llegada hasta fines de enero, donde vuelve a funcionar con un logotipo nuevo y sin grandes cambios.

### Señales de Televisión
Al portal se le sumaría la señal de Encuentro, canal de televisión educativa creado por el antiguo Ministerio de Educación bajo la órbita de EDUC.AR S.E. en el año 2005. A esta señal luego se sumaron posteriormemte Pakapaka, y DeporTV, los que seguirían siendo parte de EDUC.AR S.E. hasta el año 2016, cuando el gobierno de Mauricio Macri decide traspasar las señales a la Secretaría de Medios y Comunicación Pública.

## Líneas de trabajo
- Desarrollo de un portal dinámico, con boletines y weblogs, y su inclusión en la Red Latinoamericana de Portales Educativos
- Producción de contenidos multimediales, a los que puede accederse a través del portal educ.ar, o de los CD de la Colección EDUC.AR
- Capacitación a través de instancias presenciales y a distancia.
- Estudios para la provisión de conectividad a las escuelas.

Además, EDUC.AR S.E. participa activamente en la gestión de la Campaña Nacional de Alfabetización Digital, que involucra a distintas dependencias del Secretaria de Educación.

## Objetivos

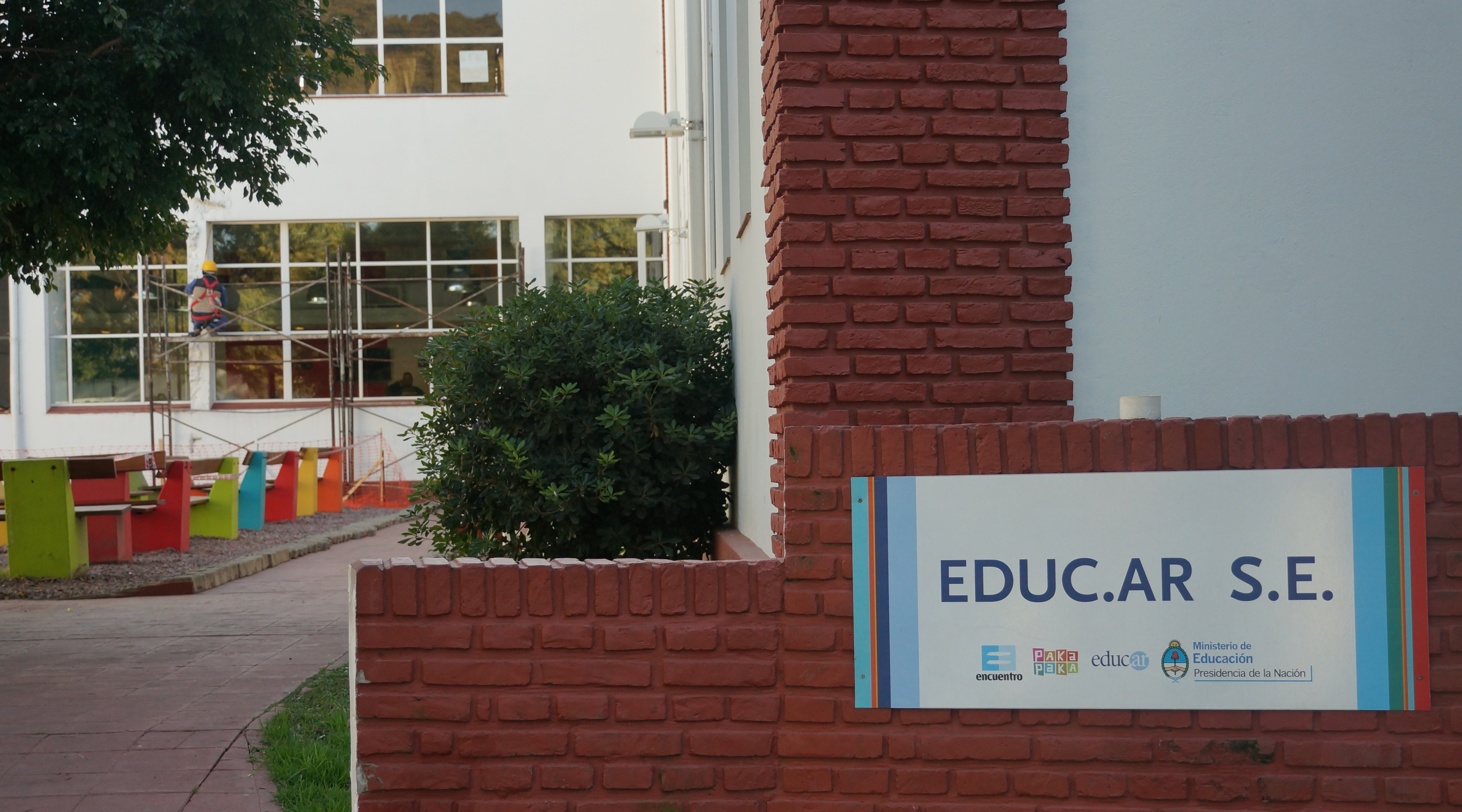
Espacio Memoria y DDHH - educ.ar

Los Objetivos generales del portal EDUC.AR se resumen en los siguientes puntos básicos:
- Contribuir a la inclusión, a la democratización del conocimiento y a la igualdad educativa.
- Brindar apoyo pedagógico y de contenidos en todo el país para todos los sectores sociales.
- Producir contenidos de calidad que permitan mejorar la distribución de conocimiento e información.
- Contribuir a la formación de los alumnos para su inserción en la vida productiva del país y en la vida pública.
- Acompañar a los docentes en la incorporación de nuevas formas de enseñanza, contenidos y saberes.
- Difundir el aprendizaje de ciencia y tecnología.

En concordancia con la Ley de Educación Nacional N.º 26.206, y del Plan Nacional de Educación Obligatoria y Formación Docente, EDUC.AR definió una serie de metas específicas para el período 2013 - 2016, las cuales incluyen:
- Incorporar a toda la comunidad educativa.
- Democratizar espacios para crear producción de conocimiento en forma colaborativa.
- Crear y difundir el uso de una red social nacional.
- Implementar estrategias para garantizar la posibilidad de información, y de reflexión sobre la misma.
- Redefinir el portal como un multimedia educativo incluyendo televisión y radio, además de internet.
- Consolidar un portal integrado de producción de contenidos.

## Visión
- Aplicar las tecnologías de la información y la comunicación a la solución de los problemas prioritarios de la educación.